# Гуаняно
Гуаня̀но (на италиански: Guagnano) е градче и община в Южна Италия, провинция Лече, регион Пулия. Разположено е на 44 m надморска височина. Населението на общината е 5925 души (към 2011 г.).